# Tàu điện ngầm Incheon tuyến 3
Trong tương lai Tuyến 3 có kế hoạch xây dựng tuyến tàu điện ngầm bán nguyệt cửa Incheon.
Nó sẽ kết nối Korail tuyến 1 tại Ga Dowon và Ga Dongmak tại Tàu điện ngầm Incheon tuyến 1.

## Liên kết
- Tàu điện ngầm Incheon tại UrbanRail.net Lưu trữ ngày 28 tháng 1 năm 2007 tại Wayback Machine